# بكاسين
بكاسين هي إحدى القرى اللبنانية من قرى قضاء جزين في محافظة الجنوب.

## لمحة عن بكاسين
- تعلو بمعدّل 800م عن سطح البحر.
- يبلغ عدد سكانها حوالي 4000 نسمة
- التوزيع المذهبي لبكاسين: الموارنة 98%،أقليّات 2%